# Kazimierz Wyszyński
Kazimierz Wyszyński (port. Casimiro Wyszynski; właściwie January Franciszek Wyszyński, herbu Grabie; imię zakonne Kazimierz od św. Józefa; ur. 19 sierpnia 1700 w Jeziorze Wielkiej, zm. 21 października 1755 w Balsamão, w Portugalii) – zakonnik, prezbiter, dwukrotny generał Zgromadzenia Księży Marianów Niepokalanego Poczęcia NMP (marianów) oraz Czcigodny Sługa Boży Kościoła katolickiego.

## Życiorys
January Franciszek Wyszyński urodził się w 1700 w szlacheckiej rodzinie wielodzietnej, pieczętującej się herbem Grabie, jako syn Jana Kazimierza Wyszyńskiego i Jadwigi Rogali z Zawadzkich. Miał siedmioro rodzeństwa (dwie siostry: Annę i Katarzynę oraz pięcioro braci: Antoniego, Andrzeja Jana, Józefa, Michała Gabriela Rafała i Jana). Warto dodać, że oprócz niego dwaj jego bracia poświęcili się również życiu konsekrowanemu: Andrzej Jan (późniejszy o. Walerian SP) został pijarem a Jan został lazarystą. Jego stryj natomiast Józef Wyszyński (o. Paulin OP) został dominikaninem. Ród Wyszyńskich pochodził z Czech, przybyłych do Polski w XIII wieku, do ziemi sieradzkiej. Rodzice jego od 1695 byli dziedzicami dwóch majątków Jeziora Wielka i Załęże Wielkie w pobliżu Grójca.
Kiedy miał dwa lata rodzina jego zmuszona była do opuszczenia swoich posiadłości w wyniku najazdu wojsk szwedzkich w wojnie północnej. Po tułaczce, wrócili oni do majątku w 1708. Następnie został wysłany wraz z bratem Janem do szkoły pijarów w Górze Kalwarii, gdzie rektorem był jego stryj Wacław od św. Franciszka Rogala Zawadzki, ale nie był pilnym uczniem, gdyż jak stwierdził to jego szkolny kolega Wojciech Magnuszewski, zamiast nauki czas pożytkował na praktyki pobożnościowe i modlitwy, m.in. codzienne msze święte, odmawianie litanii, różańca czy rozmyślania duchowe. Po ukończeniu szkoły w Górze Kalwarii oddali go rodzice do szkoły pijarów w Warszawie. W trakcie nauki na skutek surowości swojego ojca postanowił uciec i udać się na pielgrzymkę do Rzymu, jednak powiadomieni o tym rodzice, zawrócili go w odległości około 70 km od Warszawy i udaremnili jego dalsze plany. Ojciec jego oddał go następnie do Kancelarii Grodzkiej w Warszawie, by tam pod kierunkiem wiceregenta przygotował się do zawodu prawnika. Podczas tego pobytu uczynił on ślub, aby odbyć pielgrzymkę do grobu św. Jakuba, do hiszpańskiego Santiago de Composteli. Pomimo trudności jakie czynił mu jego ojciec, wyruszył on na tę pielgrzymkę i w październiku 1721 dotarł do Rzymu, skąd ruszył w dalszą podróż z grupą pielgrzymów. Podążając dalej, w pobliżu granicy francusko-hiszpańskiej zapadł na zdrowiu i na skutek decyzji lekarzy zawrócił do Rzymu. Tutaj zamieniono mu ślubowanie pielgrzymki na inne dzieła dobroczynne oraz nawiedzanie rzymskich kościołów. W 1723 pracował on czasowo w salinach morskich, będących pod zarządem Stolicy Apostolskiej, a następnie jako pomocnik u adwokatów, pomagając w przepisywaniu akt.
Kluczowym momentem w jego życiu, było przypadkowe spotkanie w drugiej połowie 1723, w Rzymie o. Joachima Kozłowskiego MIC, prokuratora Zakonu marianów. Dowiedział się on wtedy od niego, że jego brat Józef, porzucił służbę wojskową i wstąpiwszy do mariańskiego nowicjatu wyrządził Zakonowi wiele szkód. W odpowiedzi na to January Franciszek, dogłębnie poruszony odpowiedział mu: 

Otóż ja chcę naprawić co mój brat zepsował, proszę Waszwci Dobrodzieja o habit.

18 listopada 1723 w kościele św. Stanisław Biskupa i Męczennika przywdział on biały habit mariański i otrzymał imię zakonne Kazimierz od św. Józefa. Wkrótce po obłóczynach rozpoczął on (po powrocie do Polski) 19 marca 1724 roczny nowicjat w Puszczy Korabiewskiej (eremie), po ukończeniu którego złożył uroczyste śluby zakonne 19 marca 1725 na ręce przełożonego klasztoru o. Joachima Kozłowskiego MIC. W Wielką Sobotę, 31 marca 1725 w Kościele św. Jana Chrzciciela w Warszawie, Kazimierz otrzymał tonsurę i cztery święcenia niższe (ostiariat, lektorat, egzorcystat oraz akolitat), a następnie 22 grudnia przyjął subdiakonat, a potem 16 marca 1726 diakonat. 20 kwietnia 1726 w tymże warszawskim Kościele został wyświęcony na kapłana przez biskupa Jana Joachima Tarły. Po złożeniu profesji został mianowany lektorem teologii, a po święceniach kapłańskich wyznaczono go na mistrza nowicjatu (do końca 1730). W latach 1731–1734 przebywał w Rzymie, gdzie mieszkał w klasztorze Ara Coeli u franciszkanów.
Po powrocie do Polski pełnił wiele różnych funkcji zakonnych (m.in. wiceprzełożonego i ojca duchowego klasztoru w Puszczy Korabiewskiej, lektora teologii moralnej), a następnie 12 grudnia 1737 wybrany został na przełożonego generalnego Zakonu. Funkcję tę pełnił do dnia 8 sierpnia 1741, kiedy to generałem został mianowany o. Bernard Ostrowski MIC, a on został przeorem klasztoru w Górze Kalwarii. Podjął on w tym czasie starania o rozpoczęcie procesu beatyfikacyjnego założyciela marianów, o. Stanisława Papczyńskiego MIC oraz przyczynił się do wzrostu liczby powołań, poprzez werbowanie do zakonu obcokrajowców (m.in. Czechów). Na kapitule generalnej w Skórcu 19 czerwca 1747 został powtórnie wybrany generałem Zakonu marianów na lata 1747-1750. W tym okresie z jego inicjatywy powstały nowe fundacje mariańskie w Raśnie na Polesiu, nowicjat w Mariampolu oraz klasztor w Berezdowie na Wołyniu. Potem, w latach 1750-1753 był prokuratorem generalnym Zakonu w Rzymie. Tam otrzymał wiadomość o możliwości podjęcia misji mariańskiej w Portugalii, do której przybył w październiku 1753 wraz z towarzyszącym mu o. Benonem Bujalskim MIC. Następnie po przybyciu do klasztoru reformatów św. Piotra z Alkantary w Lizbonie, oblókł 25 marca 1754 pierwszego Portugalczyka w habit mariański João de Deus da Conceição oraz zorganizował 13 kwietnia 1755 klasztor na wzgórzu Balsamão. W kilka miesięcy później, 21 października 1755 około godziny 3:00 zmarł w opinii świętości i tego samego dnia został pochowany początkowo pod podłogą kościoła Matki Bożej w Balsamão, w piasku, bez trumny. W 1759 jego szczątki wydobyto z piasku i złożono w trumnie, gdzie były do 1955, kiedy to przeniesiono je do specjalnego miejsca ekspozycji w ścianie kościoła.

## Pisma
Ojciec Kazimierz Wyszyński pozostawił po sobie następujące główne pozycje piśmiennicze:
- Kazimierz Wyszyński, Vestigia Æternæ Fælicitatis: ad Terminum Sacris Progressibus SSmi Ignatij Episcopi, Et Mart. Trita, Avitæ Soleæ Ill[ustrissi]mi, ac R[everendissi]mi Domini Ignatij Lasocki Archidiaconi Cujaviensis..., Romæ: Typis Joannis Zempel, 1733, OCLC 1080930524 (łac.). Brak numerów stron w książce
- Gwiazda Zaranna na horyzoncie polskim nowo wschodząca (pozycja o naśladowaniu życia Maryi w jej dziesięciu Cnotach Ewangelicznych[15] z 1749)
- Dziennik (obejmujący okres od 9 sierpnia 1752 do 4 sierpnia 1755)
- Casimiro Wyszynski, Vida do veneravel Servo de Deos o padre Estanisláo de Jesus Maria [...] Joaõ Teixeira Coelho de S. Paio, presbytero do habito de S. Pedro [...] composta, conforme o que na lingua Latina escreve do mesmo Servo do Senhor o grande servo de Deos [...] fr. Casimiro Vvyszynshi Polaco, expreposito geral da mesma Congregaçaõ Poloneza, Lisboa: Officina de Miguel Rodrigues, 1757, OCLC 956614049 (port.). Brak numerów stron w książce
- Kazimierz Wyszyński (tł. i oprac. Zygmunt Proczek): Stróż duchowego dziedzictwa Marianów. Wybór pism o. Kazimierza Wyszyńskiego. Warszawa: Centrum Stowarzyszenia Pomocników Mariańskich, 2004. ISBN 83-909858-7-X. OCLC 297524821. Brak numerów stron w książce

## Proces beatyfikacji
Kilka lat po jego śmierci z inicjatywy Zgromadzenia Księży Marianów Niepokalanego Poczęcia NMP został rozpoczęty proces beatyfikacyjny w Portugalii, a następnie w Polsce i Rzymie. Proces ten został przerwany z powodu rozbiorów Polski w XVIII wieku oraz zamieszek politycznych w Portugalii, a następnie wznowiony w Rzymie, w 1953 . 14 października 1986 odbyła się sesja konsultorów historycznych w Rzymie, a w 1987 złożono tzw. positio, wymagane w dalszej procedurze beatyfikacyjnej. 25 listopada 1988 Stolica Apostolska wydała dekret o ważności procesu informacyjnego i apostolskiego, po czym 21 marca 1989 odbyło się w Rzymie posiedzenie konsultorów teologicznych. 7 listopada 1989 odbyło się posiedzenie kardynałów i biskupów Kongregacji Spraw Kanonizacyjnych, którzy zaakceptowali dokumentację procesu, po czym 21 grudnia tegoż roku papież Jan Paweł II podpisał dekret o heroiczności życia i cnót Sługi Bożego o. Kazimierza Wyszyńskiego. Odtąd przysługuje mu tytuł Czcigodnego Sługi Bożego.